# Lobophytum latilobatum
Lobophytum latilobatum är en korallart som beskrevs av Verseveldt 1971. Lobophytum latilobatum ingår i släktet Lobophytum och familjen läderkoraller. Inga underarter finns listade i Catalogue of Life.